# Cantili
Cantili (llatí: Cantilius) fou un romà, secretari d'un pontífex, que va cometre incest amb una Verge Vestal durant la Segona Guerra Púnica i va ser fuetejat fins a la mort per ordre del pontífex màxim.